# George William Curtis
George William Curtis, né le 24 février 1824 à New York où il est mort le 31 août 1892, est un écrivain et journaliste américain. Il est principalement connu pour son combat contre l’esclavage. Il est président, de 1881 à sa mort de la national civil service reform league (en).